# 戈兰·托米奇
戈兰·托米奇（Goran Tomić，1977年3月18日—）是克罗地亚一名已退役的足球运动员和现役足球教练。

## 球员生涯
1995年，托米奇在家乡的克罗地亚足球甲级联赛球队开始职业足球生涯，1997年他离开克罗地亚，之后先后效力于希腊的AEK雅典、意大利的维琴察和雷吉纳、奥地利的萨尔斯堡以及比利时的利尔斯SK。
2006年2月9日，他和中国足球甲级联赛球队河南建业签订一份两年的合同。 2006年3月15日，他在2006年中国足协杯第一轮射进在中国的第一个进球，帮助河南建业客场2比2击败重庆力帆晋级下一轮。 不过由于受到伤病困扰，在仅仅代表河南建业踢了四场联赛后，托米奇就在5月份被球队解约。

## 教练生涯
退役后，托米奇回到，担任球队的助理教练。2011年9月1日，在主教练维科斯拉夫·洛基卡被俱乐部解雇后，托米奇担任球队的主教练。 不过他带领深陷财政危机的希贝尼克在2011/12赛季仅获得联赛第14名，降级到克罗地亚乙级联赛。2013年2月12日，托米奇宣布接受来自中国球队的邀请，辞去希贝尼克]主教练的职务。 2013年2月26日，中国足球甲级联赛球队北京八喜宣布托米奇成为球队的新任主教练。 在托米奇的执教下，北京八喜在赛季初期一度位列联赛前列，但之后成绩稍有下滑，最终获得联赛第7名，这也是球队组队以来成绩最好的一个赛季。2014赛季，他率领北京八喜更进一步，赛季前22轮保持不败，直到最后一轮还保留升级的希望，最终获得第四名。托米奇也因此获得2014年中甲联赛最佳教练的称号。2015年，北京八喜改名北京控股并提出冲超口号，不符合俱乐部要求的托米奇被亚历山大·斯塔诺耶维奇取代。
2015年5月，另一支中甲球队天津松江与托米奇完成签约，接替同乡拜塞克成为天津松江的主教练。
2016年1月，托米奇成为浙江毅腾主教练但只执教了两场联赛便于同年3月被宣布下课。同年12月，担任中甲球队深圳佳兆业助理教练。